# Gustav Lienemann
Gustav Lienemann (* 24. Dezember 1880 in Linswege bei Westerstede; † 18. Dezember 1964 in Oldenburg) war ein deutscher Lehrer und Kommunalpolitiker (FDP).

## Werdegang
Lienemann war zunächst Lehrer an einer Mittelschule, später Rektor. Von 1950 bis 1954 war er Oberbürgermeister der Stadt Oldenburg.

## Ehrungen
- 1953: Verdienstkreuz der Bundesrepublik Deutschland
- Benennung einer Straße in Oldenburg